# Asunto Místico (Giovanni Bellini)
Nunc Dimittis o Asunto místico es un óleo sobre tabla de 1505-1510 de Giovanni Bellini. Mide 62 cm por 83 cm y se encuentra en el Museo Thyssen-Bornemisza de Madrid. Pertenece al género sacra conversazione y muestra a Ana y el anciano Simeón con la Virgen y el Niño.

## Obra
En 1964, el tema de la obra fue identificado por Hendy como un episodio reflejado por san Lucas en los Evangelios, el encuentro entre Simeón y el Niño Jesús instantes previos a entrar al templo donde sucedería la Presentación de Jesús en el Templo. Simeón fue identificado en la figura de la derecha. Según Hendy, la novedad fue el cambio del entorno tradicional, al trasladar la escena a un exterior, con un paisaje luminoso con los Alpes de fondo. A Hendy se debe también el subtítulo Nunc dimittis, que fueron las palabras con las que fue recibido Jesús en los brazos de Simeón.

## Historia
Asunto místico se circunscribe en un grupo de pinturas creadas para la devoción privada que, como sus Madonnas, tuvieron alta demanda en la época. Fue fechada en la primera década del siglo XVI, aunque por su tema dio lugar a dos interpretaciones distintas.
Fue dada conocer en 1962. En 1964 fue estudiada por Pallucchini, quien la consideró autógrafa. Sin embargo, en 1979, su autoría fue puesta en duda Rosenbaum, catalogándola con interrogante por suponer una alta participación del taller. Esta teoría fue rechazada por Pallucchini en un documento de 1984.
Asunto místico pasó en 1964 a formar parte de la colección Thyssen Bornemisza. Anteriormente, perteneció en París a la colección del conde Pourtalès. En 1944, consta en una exposición del Art Museum de Portland titulada «Eight Masterpieces of Painting».